# 漢昌
漢昌（かんしょう）は、五胡十六国時代、前趙（当時の国号は漢）の君主劉粲の治世に使用された元号。
318年7月 - 9月。

## 西暦・干支との対照表
| 漢昌 | 元年  |
| 西暦 | 318年 |
| 干支 | 戊寅  |